# Võ lâm quái thú
Võ lâm quái thú (tiếng Trung: 武林怪獸, tiếng Anh: Kung Fu Monster) là một bộ phim điện ảnh thuộc thể loại hài – hành động – kỳ ảo công chiếu vào năm 2018 do Hồng Kông – Trung Quốc hợp tác sản xuất. Tác phẩm do Lưu Vĩ Cường làm đạo diễn và đồng sản xuất, với sự tham gia diễn xuất của các diễn viên gồm Cổ Thiên Lạc, Trần Học Đông, Quách Bích Đình, Bao Bối Nhĩ, Vương Thái Lợi, Phương Trung Tín và Châu Đông Vũ.
Bộ phim được ra mắt tại Trung Quốc vào ngày 21 tháng 12 năm 2018, tại Hồng Kông vào ngày 3 tháng 1 năm 2019, và tại Việt Nam vào ngày 4 tháng 1 năm 2019.

## Nội dung
Vào thời triều đại vua Minh Thần Tông thời nhà Minh, một tiểu quái thú trốn thoát khỏi cung điện hoàng gia, buộc đốc chủ Tây xưởng tàn ác vào thời điểm đó là Tôn Ngọc Hạc phải truy tìm. Cùng lúc đó, nghĩa quân thiếu hiệp Chân Kiếm và sư muội Hùng Kiều Kiều đã cùng với nữ hiệp Lãnh Băng Băng lập nên một nhóm lục lâm hảo hán để cướp kho bạc triều đình chia cho người nghèo. Tuy nhiên, nhóm lục lâm chưa kịp ra tay thì tiền trong kho bạc đã "không cánh mà bay". Mọi nghi vấn dồn vào Phong Tứ Hải – một cao thủ trong giang hồ và từng là người của triều đình, nhưng anh lại là người cứu thoát cho tiểu quái thú ấy, điều này đã buộc anh phải chạy trốn trước sự truy lùng gắt gao của quân lính. Bất ngờ thay, Phong Tứ Hải lại đụng độ với nhóm hiệp khách giang hồ, và sự xuất hiện không ai ngờ tới của con quái thú từng trốn thoát càng khiến mọi việc trở nên rối ren hơn.

## Diễn viên
Diễn viên chính
- Cổ Thiên Lạc trong vai Phong Tứ Hải
- Trần Học Đông trong vai Chân Kiếm
- Quách Bích Đình trong vai Lãnh Băng Băng
- Bao Bối Nhĩ trong vai Võ Bá
- Phan Bân Long trong vai Lỗ Mãng
- Khổng Liên Thuận trong vai Hồ Xung
- Vương Thái Lợi trong vai Nhạc Sơn Ông
- Phương Trung Tín trong vai Tôn Ngọc Hạc
- Châu Đông Vũ trong vai Hùng Kiều Kiều

Diễn viên phụ
- Ngô Việt trong vai Vương Siêu
- Tiểu Ái
- Lương Thái Duy
- Hứa Quân Thông

Diễn viên khách mời
- Lư Huệ Quang
- Hà Nhuận Đông
- Lý Xán Sâm
- Tiết Khải Kỳ
- Dĩnh Nhi

## Sản xuất
Bộ phim được khởi quay tại Bắc Kinh, Trung Quốc từ ngày 13 tháng 4 năm 2017 và đóng máy vào ngày 8 tháng 6 năm 2017.